# Lista di asteroidi (388001-389000)
Di seguito una lista di asteroidi dal numero 388001 al 389000 con data di scoperta e scopritore.

## 388001-388100
| Nome     | Designazione provvisoria | Data di scoperta  | Scopritore        |
| -------- | ------------------------ | ----------------- | ----------------- |
| 388001 - | 2005 QH125               | 28 agosto 2005    | Spacewatch        |
| 388002 - | 2005 QR135               | 28 agosto 2005    | Spacewatch        |
| 388003 - | 2005 QL139               | 28 agosto 2005    | Spacewatch        |
| 388004 - | 2005 QD140               | 28 agosto 2005    | Spacewatch        |
| 388005 - | 2005 QF148               | 29 agosto 2005    | LONEOS            |
| 388006 - | 2005 QL173               | 29 agosto 2005    | NEAT              |
| 388007 - | 2005 QT175               | 31 agosto 2005    | NEAT              |
| 388008 - | 2005 QB179               | 25 agosto 2005    | NEAT              |
| 388009 - | 2005 QC187               | 29 agosto 2005    | Spacewatch        |
| 388010 - | 2005 QJ189               | 25 agosto 2005    | NEAT              |
| 388011 - | 2005 RR30                | 11 settembre 2005 | Spacewatch        |
| 388012 - | 2005 RB35                | 3 settembre 2005  | Veillet, C.       |
| 388013 - | 2005 RJ41                | 13 settembre 2005 | Spacewatch        |
| 388014 - | 2005 RM48                | 13 settembre 2005 | CSS               |
| 388015 - | 2005 SB4                 | 24 settembre 2005 | Spacewatch        |
| 388016 - | 2005 SD11                | 31 agosto 2005    | Spacewatch        |
| 388017 - | 2005 SA15                | 26 settembre 2005 | Spacewatch        |
| 388018 - | 2005 SA26                | 29 settembre 2005 | Young, J. W.      |
| 388019 - | 2005 SF29                | 23 settembre 2005 | Spacewatch        |
| 388020 - | 2005 SU35                | 23 settembre 2005 | Spacewatch        |
| 388021 - | 2005 ST40                | 24 settembre 2005 | Spacewatch        |
| 388022 - | 2005 SY40                | 24 settembre 2005 | Spacewatch        |
| 388023 - | 2005 SU42                | 24 settembre 2005 | Spacewatch        |
| 388024 - | 2005 ST46                | 24 settembre 2005 | Spacewatch        |
| 388025 - | 2005 SP55                | 25 settembre 2005 | Spacewatch        |
| 388026 - | 2005 SM66                | 29 agosto 2005    | LINEAR            |
| 388027 - | 2005 SF69                | 27 settembre 2005 | Spacewatch        |
| 388028 - | 2005 SU82                | 24 settembre 2005 | Spacewatch        |
| 388029 - | 2005 SH87                | 24 settembre 2005 | Spacewatch        |
| 388030 - | 2005 SL94                | 25 settembre 2005 | Spacewatch        |
| 388031 - | 2005 SG98                | 25 settembre 2005 | Spacewatch        |
| 388032 - | 2005 ST107               | 26 settembre 2005 | Spacewatch        |
| 388033 - | 2005 SW109               | 26 settembre 2005 | Spacewatch        |
| 388034 - | 2005 SN124               | 23 settembre 2005 | CSS               |
| 388035 - | 2005 SL128               | 29 settembre 2005 | Mt. Lemmon Survey |
| 388036 - | 2005 SQ134               | 30 settembre 2005 | Healy, D.         |
| 388037 - | 2005 SL144               | 25 settembre 2005 | NEAT              |
| 388038 - | 2005 SW145               | 25 settembre 2005 | Spacewatch        |
| 388039 - | 2005 SE146               | 25 settembre 2005 | NEAT              |
| 388040 - | 2005 SE162               | 27 settembre 2005 | Spacewatch        |
| 388041 - | 2005 SU170               | 29 settembre 2005 | Spacewatch        |
| 388042 - | 2005 SF193               | 29 settembre 2005 | CSS               |
| 388043 - | 2005 SP209               | 30 settembre 2005 | NEAT              |
| 388044 - | 2005 SO212               | 30 settembre 2005 | Mt. Lemmon Survey |
| 388045 - | 2005 SF218               | 30 settembre 2005 | NEAT              |
| 388046 - | 2005 ST231               | 30 settembre 2005 | Mt. Lemmon Survey |
| 388047 - | 2005 SO232               | 30 settembre 2005 | Mt. Lemmon Survey |
| 388048 - | 2005 SZ240               | 30 settembre 2005 | Spacewatch        |
| 388049 - | 2005 SC267               | 29 settembre 2005 | Mt. Lemmon Survey |
| 388050 - | 2005 SR271               | 26 settembre 2005 | Spacewatch        |
| 388051 - | 2005 SJ278               | 24 settembre 2005 | Spacewatch        |
| 388052 - | 2005 SB279               | 29 settembre 2005 | CSS               |
| 388053 - | 2005 SN288               | 27 settembre 2005 | Becker, A. C.     |
| 388054 - | 2005 SO292               | 30 settembre 2005 | Mt. Lemmon Survey |
| 388055 - | 2005 TW10                | 2 ottobre 2005    | Mt. Lemmon Survey |
| 388056 - | 2005 TL23                | 1º ottobre 2005   | LONEOS            |
| 388057 - | 2005 TS49                | 7 ottobre 2005    | Andrushivka       |
| 388058 - | 2005 TP53                | 1º ottobre 2005   | CSS               |
| 388059 - | 2005 TA64                | 6 ottobre 2005    | CSS               |
| 388060 - | 2005 TN67                | 5 ottobre 2005    | Mt. Lemmon Survey |
| 388061 - | 2005 TW82                | 3 ottobre 2005    | LINEAR            |
| 388062 - | 2005 TF87                | 5 ottobre 2005    | Spacewatch        |
| 388063 - | 2005 TL108               | 7 ottobre 2005    | Spacewatch        |
| 388064 - | 2005 TE138               | 7 ottobre 2005    | CSS               |
| 388065 - | 2005 TQ141               | 8 ottobre 2005    | Spacewatch        |
| 388066 - | 2005 TF142               | 29 settembre 2005 | Spacewatch        |
| 388067 - | 2005 TS167               | 29 settembre 2005 | Mt. Lemmon Survey |
| 388068 - | 2005 US14                | 22 ottobre 2005   | Spacewatch        |
| 388069 - | 2005 UP20                | 14 ottobre 2005   | LONEOS            |
| 388070 - | 2005 UZ22                | 23 ottobre 2005   | Spacewatch        |
| 388071 - | 2005 US24                | 23 ottobre 2005   | Spacewatch        |
| 388072 - | 2005 UD29                | 23 ottobre 2005   | CSS               |
| 388073 - | 2005 UH42                | 22 ottobre 2005   | Spacewatch        |
| 388074 - | 2005 UQ47                | 22 ottobre 2005   | CSS               |
| 388075 - | 2005 UX47                | 22 ottobre 2005   | CSS               |
| 388076 - | 2005 UW51                | 30 settembre 2005 | CSS               |
| 388077 - | 2005 UU52                | 23 ottobre 2005   | CSS               |
| 388078 - | 2005 UQ62                | 25 ottobre 2005   | Mt. Lemmon Survey |
| 388079 - | 2005 UP68                | 23 ottobre 2005   | NEAT              |
| 388080 - | 2005 US70                | 23 ottobre 2005   | CSS               |
| 388081 - | 2005 UB71                | 3 ottobre 2005    | LINEAR            |
| 388082 - | 2005 UZ85                | 22 ottobre 2005   | Spacewatch        |
| 388083 - | 2005 UR95                | 22 ottobre 2005   | Spacewatch        |
| 388084 - | 2005 UA108               | 22 ottobre 2005   | Spacewatch        |
| 388085 - | 2005 UA113               | 22 ottobre 2005   | Spacewatch        |
| 388086 - | 2005 UC113               | 22 ottobre 2005   | Spacewatch        |
| 388087 - | 2005 UA125               | 24 ottobre 2005   | Spacewatch        |
| 388088 - | 2005 UJ144               | 26 ottobre 2005   | Spacewatch        |
| 388089 - | 2005 UM207               | 27 ottobre 2005   | Spacewatch        |
| 388090 - | 2005 UQ215               | 25 ottobre 2005   | LONEOS            |
| 388091 - | 2005 UZ216               | 26 ottobre 2005   | Spacewatch        |
| 388092 - | 2005 UE217               | 27 ottobre 2005   | LINEAR            |
| 388093 - | 2005 UY222               | 25 ottobre 2005   | Spacewatch        |
| 388094 - | 2005 UK252               | 26 ottobre 2005   | Spacewatch        |
| 388095 - | 2005 UB262               | 26 ottobre 2005   | Spacewatch        |
| 388096 - | 2005 UJ268               | 28 ottobre 2005   | Mt. Lemmon Survey |
| 388097 - | 2005 UB285               | 26 ottobre 2005   | Spacewatch        |
| 388098 - | 2005 UV286               | 26 ottobre 2005   | Spacewatch        |
| 388099 - | 2005 UD298               | 26 ottobre 2005   | Spacewatch        |
| 388100 - | 2005 UF299               | 26 ottobre 2005   | Spacewatch        |

## 388101-388200
| Nome     | Designazione provvisoria | Data di scoperta  | Scopritore           |
| -------- | ------------------------ | ----------------- | -------------------- |
| 388101 - | 2005 UX301               | 26 ottobre 2005   | Spacewatch           |
| 388102 - | 2005 UN303               | 26 ottobre 2005   | Spacewatch           |
| 388103 - | 2005 UL305               | 27 ottobre 2005   | Spacewatch           |
| 388104 - | 2005 UV327               | 29 ottobre 2005   | CSS                  |
| 388105 - | 2005 UH339               | 31 ottobre 2005   | Spacewatch           |
| 388106 - | 2005 UO341               | 31 ottobre 2005   | Spacewatch           |
| 388107 - | 2005 UO348               | 23 ottobre 2005   | CSS                  |
| 388108 - | 2005 UP348               | 23 ottobre 2005   | CSS                  |
| 388109 - | 2005 UG370               | 27 ottobre 2005   | Spacewatch           |
| 388110 - | 2005 US371               | 27 ottobre 2005   | Mt. Lemmon Survey    |
| 388111 - | 2005 UO396               | 27 ottobre 2005   | LINEAR               |
| 388112 - | 2005 UF402               | 28 ottobre 2005   | Spacewatch           |
| 388113 - | 2005 UP402               | 28 ottobre 2005   | CSS                  |
| 388114 - | 2005 UW411               | 31 ottobre 2005   | Mt. Lemmon Survey    |
| 388115 - | 2005 UV418               | 25 ottobre 2005   | Spacewatch           |
| 388116 - | 2005 UD426               | 28 ottobre 2005   | Spacewatch           |
| 388117 - | 2005 UH431               | 28 ottobre 2005   | Spacewatch           |
| 388118 - | 2005 UK438               | 28 ottobre 2005   | Spacewatch           |
| 388119 - | 2005 UK443               | 30 ottobre 2005   | LINEAR               |
| 388120 - | 2005 US457               | 29 ottobre 2005   | Spacewatch           |
| 388121 - | 2005 UT463               | 30 ottobre 2005   | Spacewatch           |
| 388122 - | 2005 UA467               | 30 ottobre 2005   | Spacewatch           |
| 388123 - | 2005 UJ476               | 24 ottobre 2005   | LONEOS               |
| 388124 - | 2005 UP477               | 26 ottobre 2005   | Spacewatch           |
| 388125 - | 2005 UP482               | 22 ottobre 2005   | NEAT                 |
| 388126 - | 2005 UQ510               | 25 ottobre 2005   | Mt. Lemmon Survey    |
| 388127 - | 2005 UP522               | 27 ottobre 2005   | Becker, A. C.        |
| 388128 - | 2005 VE8                 | 1º novembre 2005  | Spacewatch           |
| 388129 - | 2005 VZ33                | 2 novembre 2005   | Mt. Lemmon Survey    |
| 388130 - | 2005 VN82                | 3 novembre 2005   | Spacewatch           |
| 388131 - | 2005 VW108               | 25 ottobre 2005   | Spacewatch           |
| 388132 - | 2005 VC112               | 6 novembre 2005   | Mt. Lemmon Survey    |
| 388133 - | 2005 VV112               | 30 settembre 2005 | Mt. Lemmon Survey    |
| 388134 - | 2005 VS113               | 10 novembre 2005  | Spacewatch           |
| 388135 - | 2005 VG129               | 1º novembre 2005  | Becker, A. C.        |
| 388136 - | 2005 WW4                 | 19 novembre 2005  | NEAT                 |
| 388137 - | 2005 WC7                 | 21 novembre 2005  | CSS                  |
| 388138 - | 2005 WT25                | 21 novembre 2005  | Spacewatch           |
| 388139 - | 2005 WY29                | 6 novembre 2005   | Mt. Lemmon Survey    |
| 388140 - | 2005 WO31                | 21 novembre 2005  | Spacewatch           |
| 388141 - | 2005 WQ31                | 21 novembre 2005  | Spacewatch           |
| 388142 - | 2005 WR46                | 25 novembre 2005  | Spacewatch           |
| 388143 - | 2005 WF66                | 22 novembre 2005  | Spacewatch           |
| 388144 - | 2005 WQ106               | 7 aprile 2003     | Spacewatch           |
| 388145 - | 2005 WZ119               | 6 novembre 2005   | Mt. Lemmon Survey    |
| 388146 - | 2005 WS137               | 26 novembre 2005  | Mt. Lemmon Survey    |
| 388147 - | 2005 WF155               | 29 novembre 2005  | Spacewatch           |
| 388148 - | 2005 WP159               | 30 novembre 2005  | Spacewatch           |
| 388149 - | 2005 WZ195               | 26 novembre 2005  | Mt. Lemmon Survey    |
| 388150 - | 2005 WU197               | 28 ottobre 2005   | Mt. Lemmon Survey    |
| 388151 - | 2005 WZ210               | 25 novembre 2005  | Mt. Lemmon Survey    |
| 388152 - | 2005 XB38                | 4 dicembre 2005   | Spacewatch           |
| 388153 - | 2005 XX50                | 2 dicembre 2005   | Spacewatch           |
| 388154 - | 2005 YZ9                 | 21 dicembre 2005  | Spacewatch           |
| 388155 - | 2005 YX13                | 22 dicembre 2005  | Spacewatch           |
| 388156 - | 2005 YR18                | 23 dicembre 2005  | Spacewatch           |
| 388157 - | 2005 YD59                | 25 dicembre 2005  | Spacewatch           |
| 388158 - | 2005 YK66                | 25 dicembre 2005  | Spacewatch           |
| 388159 - | 2005 YV70                | 27 dicembre 2005  | CSS                  |
| 388160 - | 2005 YH132               | 25 dicembre 2005  | Mt. Lemmon Survey    |
| 388161 - | 2005 YQ133               | 26 dicembre 2005  | Spacewatch           |
| 388162 - | 2005 YM137               | 26 dicembre 2005  | Spacewatch           |
| 388163 - | 2005 YZ179               | 28 dicembre 2005  | Mt. Lemmon Survey    |
| 388164 - | 2005 YH231               | 27 dicembre 2005  | Mt. Lemmon Survey    |
| 388165 - | 2005 YO239               | 29 dicembre 2005  | Spacewatch           |
| 388166 - | 2006 AN28                | 6 gennaio 2006    | Spacewatch           |
| 388167 - | 2006 AN37                | 4 gennaio 2006    | Spacewatch           |
| 388168 - | 2006 AN46                | 5 gennaio 2006    | Spacewatch           |
| 388169 - | 2006 AF62                | 5 gennaio 2006    | Spacewatch           |
| 388170 - | 2006 AP87                | 4 gennaio 2006    | Spacewatch           |
| 388171 - | 2006 AT93                | 7 gennaio 2006    | Mt. Lemmon Survey    |
| 388172 - | 2006 BW37                | 23 gennaio 2006   | Mt. Lemmon Survey    |
| 388173 - | 2006 BM99                | 28 gennaio 2006   | CSS                  |
| 388174 - | 2006 BQ108               | 25 gennaio 2006   | Spacewatch           |
| 388175 - | 2006 BM109               | 31 marzo 2003     | Spacewatch           |
| 388176 - | 2006 BH127               | 8 gennaio 2006    | Mt. Lemmon Survey    |
| 388177 - | 2006 BM130               | 26 gennaio 2006   | Mt. Lemmon Survey    |
| 388178 - | 2006 BY137               | 28 gennaio 2006   | Mt. Lemmon Survey    |
| 388179 - | 2006 BK147               | 31 gennaio 2006   | Healy, D.            |
| 388180 - | 2006 BG155               | 25 gennaio 2006   | Spacewatch           |
| 388181 - | 2006 BS167               | 26 gennaio 2006   | Mt. Lemmon Survey    |
| 388182 - | 2006 BB203               | 31 gennaio 2006   | Spacewatch           |
| 388183 - | 2006 BS232               | 25 maggio 2003    | Spacewatch           |
| 388184 - | 2006 BY271               | 31 gennaio 2006   | Siding Spring Survey |
| 388185 - | 2006 CX10                | 7 febbraio 2006   | LINEAR               |
| 388186 - | 2006 CM16                | 1º febbraio 2006  | Mt. Lemmon Survey    |
| 388187 - | 2006 DN11                | 21 febbraio 2006  | CSS                  |
| 388188 - | 2006 DP14                | 23 febbraio 2006  | LINEAR               |
| 388189 - | 2006 DS14                | 24 febbraio 2006  | CSS                  |
| 388190 - | 2006 DK22                | 20 febbraio 2006  | Spacewatch           |
| 388191 - | 2006 DW29                | 10 gennaio 2006   | Mt. Lemmon Survey    |
| 388192 - | 2006 DW45                | 20 febbraio 2006  | Spacewatch           |
| 388193 - | 2006 DM46                | 20 febbraio 2006  | Spacewatch           |
| 388194 - | 2006 DH93                | 24 febbraio 2006  | Spacewatch           |
| 388195 - | 2006 DD94                | 24 febbraio 2006  | Spacewatch           |
| 388196 - | 2006 DX105               | 25 febbraio 2006  | Mt. Lemmon Survey    |
| 388197 - | 2006 DX133               | 31 gennaio 2006   | Spacewatch           |
| 388198 - | 2006 DR139               | 25 febbraio 2006  | Spacewatch           |
| 388199 - | 2006 DZ166               | 27 febbraio 2006  | Spacewatch           |
| 388200 - | 2006 DL168               | 11 aprile 2002    | LINEAR               |

## 388201-388300
| Nome          | Designazione provvisoria | Data di scoperta  | Scopritore           |
| ------------- | ------------------------ | ----------------- | -------------------- |
| 388201 -      | 2006 DL193               | 27 febbraio 2006  | Spacewatch           |
| 388202 -      | 2006 DW211               | 24 febbraio 2006  | Mt. Lemmon Survey    |
| 388203 -      | 2006 DJ216               | 25 febbraio 2006  | Spacewatch           |
| 388204 -      | 2006 EY29                | 3 marzo 2006      | Spacewatch           |
| 388205 -      | 2006 EQ36                | 3 marzo 2006      | Mt. Lemmon Survey    |
| 388206 -      | 2006 EY74                | 2 marzo 2006      | Mt. Lemmon Survey    |
| 388207 -      | 2006 FN33                | 25 marzo 2006     | Mt. Lemmon Survey    |
| 388208 -      | 2006 FB41                | 26 marzo 2006     | Mt. Lemmon Survey    |
| 388209 -      | 2006 FG45                | 24 marzo 2006     | LINEAR               |
| 388210 -      | 2006 GV19                | 2 aprile 2006     | Spacewatch           |
| 388211 -      | 2006 GZ32                | 7 aprile 2006     | Spacewatch           |
| 388212 -      | 2006 GE45                | 7 aprile 2006     | Spacewatch           |
| 388213 -      | 2006 GY53                | 2 aprile 2006     | Spacewatch           |
| 388214 -      | 2006 HW17                | 20 aprile 2006    | Spacewatch           |
| 388215 -      | 2006 HV34                | 19 aprile 2006    | Mt. Lemmon Survey    |
| 388216 -      | 2006 HC41                | 21 aprile 2006    | Spacewatch           |
| 388217 -      | 2006 HX42                | 24 aprile 2006    | LINEAR               |
| 388218 -      | 2006 HT70                | 25 aprile 2006    | Spacewatch           |
| 388219 -      | 2006 HD79                | 26 aprile 2006    | Spacewatch           |
| 388220 -      | 2006 HX92                | 29 aprile 2006    | Spacewatch           |
| 388221 -      | 2006 HJ103               | 30 aprile 2006    | Spacewatch           |
| 388222 -      | 2006 HM104               | 30 aprile 2006    | Spacewatch           |
| 388223 -      | 2006 JC1                 | 3 maggio 2006     | Bickel, W.           |
| 388224 -      | 2006 JE12                | 1º maggio 2006    | Spacewatch           |
| 388225 -      | 2006 JA18                | 2 maggio 2006     | Mt. Lemmon Survey    |
| 388226 -      | 2006 JT26                | 5 maggio 2006     | Broughton, J.        |
| 388227 -      | 2006 JG47                | 14 maggio 2006    | NEAT                 |
| 388228 -      | 2006 JM54                | 8 maggio 2006     | Mt. Lemmon Survey    |
| 388229 -      | 2006 JC81                | 1º maggio 2006    | CSS                  |
| 388230 -      | 2006 KT12                | 20 maggio 2006    | Spacewatch           |
| 388231 -      | 2006 KC14                | 20 maggio 2006    | NEAT                 |
| 388232 -      | 2006 KK17                | 24 aprile 2006    | Spacewatch           |
| 388233 -      | 2006 KT17                | 21 maggio 2006    | Spacewatch           |
| 388234 -      | 2006 KV17                | 21 maggio 2006    | Spacewatch           |
| 388235 -      | 2006 KW17                | 21 maggio 2006    | Spacewatch           |
| 388236 -      | 2006 KZ18                | 21 maggio 2006    | Spacewatch           |
| 388237 -      | 2006 KP22                | 20 maggio 2006    | CSS                  |
| 388238 -      | 2006 KH26                | 20 maggio 2006    | Spacewatch           |
| 388239 -      | 2006 KB29                | 20 maggio 2006    | Spacewatch           |
| 388240 -      | 2006 KE29                | 20 maggio 2006    | Spacewatch           |
| 388241 -      | 2006 KN33                | 20 maggio 2006    | Spacewatch           |
| 388242 -      | 2006 KS39                | 21 maggio 2006    | LONEOS               |
| 388243 -      | 2006 KU42                | 20 maggio 2006    | Spacewatch           |
| 388244 -      | 2006 KP44                | 21 maggio 2006    | Spacewatch           |
| 388245 -      | 2006 KR55                | 21 maggio 2006    | Spacewatch           |
| 388246 -      | 2006 KH56                | 22 maggio 2006    | Spacewatch           |
| 388247 -      | 2006 KP57                | 24 novembre 2003  | Spacewatch           |
| 388248 -      | 2006 KD74                | 23 maggio 2006    | Spacewatch           |
| 388249 -      | 2006 KR88                | 24 maggio 2006    | Spacewatch           |
| 388250 -      | 2006 KC90                | 23 maggio 2006    | Spacewatch           |
| 388251 -      | 2006 KJ117               | 29 maggio 2006    | Spacewatch           |
| 388252 -      | 2006 MQ1                 | 18 giugno 2006    | Spacewatch           |
| 388253 -      | 2006 MJ14                | 18 giugno 2006    | Siding Spring Survey |
| 388254 -      | 2006 OF12                | 21 luglio 2006    | NEAT                 |
| 388255 -      | 2006 OO16                | 20 luglio 2006    | NEAT                 |
| 388256 -      | 2006 OL21                | 25 luglio 2006    | Mt. Lemmon Survey    |
| 388257 -      | 2006 PR26                | 15 agosto 2006    | NEAT                 |
| 388258 -      | 2006 PG31                | 13 agosto 2006    | NEAT                 |
| 388259 -      | 2006 QF1                 | 17 agosto 2006    | NEAT                 |
| 388260 -      | 2006 QQ3                 | 18 agosto 2006    | LINEAR               |
| 388261 -      | 2006 QA16                | 17 agosto 2006    | NEAT                 |
| 388262 -      | 2006 QS48                | 21 agosto 2006    | LINEAR               |
| 388263 -      | 2006 QG49                | 21 agosto 2006    | NEAT                 |
| 388264 -      | 2006 QV58                | 19 agosto 2006    | LONEOS               |
| 388265 -      | 2006 QD80                | 24 agosto 2006    | LINEAR               |
| 388266 -      | 2006 QZ95                | 16 agosto 2006    | NEAT                 |
| 388267 -      | 2006 QP98                | 22 agosto 2006    | NEAT                 |
| 388268 -      | 2006 QR106               | 28 agosto 2006    | CSS                  |
| 388269 -      | 2006 QF120               | 29 agosto 2006    | CSS                  |
| 388270 -      | 2006 QE185               | 28 agosto 2006    | Spacewatch           |
| 388271 -      | 2006 RD17                | 14 settembre 2006 | CSS                  |
| 388272 -      | 2006 RW39                | 12 settembre 2006 | CSS                  |
| 388273 -      | 2006 RZ42                | 14 settembre 2006 | Spacewatch           |
| 388274 -      | 2006 RV59                | 15 settembre 2006 | Spacewatch           |
| 388275 -      | 2006 RS70                | 15 settembre 2006 | Spacewatch           |
| 388276 -      | 2006 RT70                | 15 settembre 2006 | Spacewatch           |
| 388277 -      | 2006 RE88                | 15 settembre 2006 | Spacewatch           |
| 388278 -      | 2006 RX88                | 15 settembre 2006 | Spacewatch           |
| 388279 -      | 2006 RC89                | 15 settembre 2006 | Spacewatch           |
| 388280 -      | 2006 RQ100               | 14 settembre 2006 | CSS                  |
| 388281 -      | 2006 RW103               | 11 settembre 2006 | Becker, A. C.        |
| 388282 ʻAkepa | 2006 RC118               | 14 settembre 2006 | Masiero, J.          |
| 388283 -      | 2006 RJ121               | 15 settembre 2006 | Spacewatch           |
| 388284 -      | 2006 SY12                | 17 settembre 2006 | Spacewatch           |
| 388285 -      | 2006 SQ22                | 17 settembre 2006 | LONEOS               |
| 388286 -      | 2006 SW57                | 17 settembre 2006 | Spacewatch           |
| 388287 -      | 2006 SQ60                | 18 settembre 2006 | CSS                  |
| 388288 -      | 2006 SC67                | 19 settembre 2006 | Spacewatch           |
| 388289 -      | 2006 SN77                | 20 settembre 2006 | Molnar, L. A.        |
| 388290 -      | 2006 SJ79                | 17 settembre 2006 | Spacewatch           |
| 388291 -      | 2006 SF81                | 18 settembre 2006 | Spacewatch           |
| 388292 -      | 2006 SO81                | 18 settembre 2006 | Spacewatch           |
| 388293 -      | 2006 ST99                | 18 settembre 2006 | Spacewatch           |
| 388294 -      | 2006 SC102               | 19 settembre 2006 | Spacewatch           |
| 388295 -      | 2006 ST114               | 23 settembre 2006 | Spacewatch           |
| 388296 -      | 2006 SZ118               | 16 settembre 2006 | CSS                  |
| 388297 -      | 2006 SL125               | 20 settembre 2006 | CSS                  |
| 388298 -      | 2006 SW140               | 24 settembre 2006 | LONEOS               |
| 388299 -      | 2006 SK145               | 19 settembre 2006 | Spacewatch           |
| 388300 -      | 2006 SL146               | 19 settembre 2006 | Spacewatch           |

## 388301-388400
| Nome           | Designazione provvisoria | Data di scoperta  | Scopritore                                          |
| -------------- | ------------------------ | ----------------- | --------------------------------------------------- |
| 388301 -       | 2006 SG147               | 19 settembre 2006 | Spacewatch                                          |
| 388302 -       | 2006 SG158               | 23 settembre 2006 | Spacewatch                                          |
| 388303 -       | 2006 SQ164               | 25 settembre 2006 | Spacewatch                                          |
| 388304 -       | 2006 SK201               | 24 settembre 2006 | Spacewatch                                          |
| 388305 -       | 2006 SL233               | 26 settembre 2006 | Spacewatch                                          |
| 388306 -       | 2006 SR234               | 26 settembre 2006 | Spacewatch                                          |
| 388307 -       | 2006 SX236               | 26 settembre 2006 | Mt. Lemmon Survey                                   |
| 388308 -       | 2006 SN245               | 26 settembre 2006 | Spacewatch                                          |
| 388309 -       | 2006 SU258               | 26 settembre 2006 | Spacewatch                                          |
| 388310 -       | 2006 SR286               | 21 settembre 2006 | LONEOS                                              |
| 388311 -       | 2006 SQ297               | 25 settembre 2006 | Mt. Lemmon Survey                                   |
| 388312 -       | 2006 SC313               | 27 settembre 2006 | Spacewatch                                          |
| 388313 -       | 2006 SO322               | 27 settembre 2006 | Spacewatch                                          |
| 388314 -       | 2006 SQ323               | 27 settembre 2006 | Spacewatch                                          |
| 388315 -       | 2006 SS323               | 17 settembre 2006 | Spacewatch                                          |
| 388316 -       | 2006 SY326               | 27 settembre 2006 | Spacewatch                                          |
| 388317 -       | 2006 SU331               | 28 settembre 2006 | Mt. Lemmon Survey                                   |
| 388318 -       | 2006 SD332               | 28 settembre 2006 | Mt. Lemmon Survey                                   |
| 388319 -       | 2006 SJ335               | 28 settembre 2006 | Spacewatch                                          |
| 388320 -       | 2006 SJ336               | 28 settembre 2006 | Spacewatch                                          |
| 388321 -       | 2006 SB338               | 28 settembre 2006 | Spacewatch                                          |
| 388322 -       | 2006 SV344               | 28 settembre 2006 | Spacewatch                                          |
| 388323 -       | 2006 SA346               | 28 settembre 2006 | Spacewatch                                          |
| 388324 -       | 2006 SL348               | 28 settembre 2006 | Spacewatch                                          |
| 388325 -       | 2006 SH356               | 30 settembre 2006 | CSS                                                 |
| 388326 -       | 2006 SG362               | 30 settembre 2006 | Mt. Lemmon Survey                                   |
| 388327 -       | 2006 SS362               | 30 settembre 2006 | Mt. Lemmon Survey                                   |
| 388328 -       | 2006 SE375               | 17 settembre 2006 | Becker, A. C.                                       |
| 388329 -       | 2006 SO379               | 20 settembre 2006 | Becker, A. C.                                       |
| 388330 -       | 2006 SR381               | 28 settembre 2006 | Becker, A. C.                                       |
| 388331 -       | 2006 SK385               | 29 settembre 2006 | Becker, A. C.                                       |
| 388332 -       | 2006 SW385               | 29 settembre 2006 | Becker, A. C.                                       |
| 388333 -       | 2006 SZ387               | 30 settembre 2006 | Becker, A. C.                                       |
| 388334 -       | 2006 SE389               | 30 settembre 2006 | Becker, A. C.                                       |
| 388335 -       | 2006 SF412               | 26 settembre 2006 | CSS                                                 |
| 388336 -       | 2006 TY11                | 15 ottobre 2006   | Sarneczky, K., Kuli, Z.                             |
| 388337 -       | 2006 TK12                | 25 settembre 2006 | LONEOS                                              |
| 388338 -       | 2006 TQ22                | 11 ottobre 2006   | Spacewatch                                          |
| 388339 -       | 2006 TY22                | 11 ottobre 2006   | Spacewatch                                          |
| 388340 -       | 2006 TP50                | 12 ottobre 2006   | Spacewatch                                          |
| 388341 -       | 2006 TN52                | 12 ottobre 2006   | Spacewatch                                          |
| 388342 -       | 2006 TL57                | 30 settembre 2006 | Mt. Lemmon Survey                                   |
| 388343 -       | 2006 TP59                | 13 ottobre 2006   | Spacewatch                                          |
| 388344 -       | 2006 TW63                | 21 luglio 2006    | Mt. Lemmon Survey                                   |
| 388345 -       | 2006 TA91                | 27 settembre 2006 | Mt. Lemmon Survey                                   |
| 388346 -       | 2006 TM93                | 15 ottobre 2006   | Spacewatch                                          |
| 388347 -       | 2006 TH101               | 2 ottobre 2006    | Mt. Lemmon Survey                                   |
| 388348 -       | 2006 TR108               | 11 ottobre 2006   | Becker, A. C.                                       |
| 388349 -       | 2006 TF109               | 3 ottobre 2006    | Mt. Lemmon Survey                                   |
| 388350 -       | 2006 TX109               | 12 ottobre 2006   | Spacewatch                                          |
| 388351 -       | 2006 TA113               | 1º ottobre 2006   | Becker, A. C.                                       |
| 388352 -       | 2006 TR113               | 1º ottobre 2006   | Becker, A. C.                                       |
| 388353 -       | 2006 TV115               | 2 ottobre 2006    | Becker, A. C.                                       |
| 388354 -       | 2006 TY116               | 3 ottobre 2006    | Becker, A. C.                                       |
| 388355 -       | 2006 TX117               | 3 ottobre 2006    | Becker, A. C.                                       |
| 388356 -       | 2006 TY117               | 3 ottobre 2006    | Becker, A. C.                                       |
| 388357 -       | 2006 TA121               | 12 ottobre 2006   | Becker, A. C.                                       |
| 388358 -       | 2006 UR19                | 16 ottobre 2006   | Spacewatch                                          |
| 388359 -       | 2006 UE20                | 16 ottobre 2006   | Spacewatch                                          |
| 388360 -       | 2006 UC25                | 16 ottobre 2006   | Spacewatch                                          |
| 388361 -       | 2006 UK33                | 16 ottobre 2006   | Spacewatch                                          |
| 388362 -       | 2006 UQ34                | 16 ottobre 2006   | Spacewatch                                          |
| 388363 -       | 2006 UW34                | 16 ottobre 2006   | Spacewatch                                          |
| 388364 -       | 2006 UK36                | 27 settembre 2006 | Mt. Lemmon Survey                                   |
| 388365 -       | 2006 UM43                | 16 ottobre 2006   | Spacewatch                                          |
| 388366 -       | 2006 UT46                | 16 ottobre 2006   | Spacewatch                                          |
| 388367 -       | 2006 UR47                | 17 ottobre 2006   | Spacewatch                                          |
| 388368 -       | 2006 UD52                | 17 ottobre 2006   | Mt. Lemmon Survey                                   |
| 388369 -       | 2006 UN62                | 19 ottobre 2006   | Spacewatch                                          |
| 388370 Paulblu | 2006 UT62                | 20 ottobre 2006   | Merlin, J.-C.                                       |
| 388371 -       | 2006 UU63                | 22 ottobre 2006   | Mt. Lemmon Survey                                   |
| 388372 -       | 2006 UJ70                | 16 ottobre 2006   | Spacewatch                                          |
| 388373 -       | 2006 UQ77                | 17 ottobre 2006   | Spacewatch                                          |
| 388374 -       | 2006 UE79                | 17 ottobre 2006   | Spacewatch                                          |
| 388375 -       | 2006 UC129               | 19 ottobre 2006   | Spacewatch                                          |
| 388376 -       | 2006 UW158               | 21 ottobre 2006   | Mt. Lemmon Survey                                   |
| 388377 -       | 2006 UY160               | 21 ottobre 2006   | Mt. Lemmon Survey                                   |
| 388378 -       | 2006 UE207               | 23 ottobre 2006   | Spacewatch                                          |
| 388379 -       | 2006 UF211               | 23 ottobre 2006   | Spacewatch                                          |
| 388380 -       | 2006 UW225               | 20 ottobre 2006   | NEAT                                                |
| 388381 -       | 2006 UF234               | 22 ottobre 2006   | Spacewatch                                          |
| 388382 -       | 2006 US258               | 28 ottobre 2006   | Mt. Lemmon Survey                                   |
| 388383 -       | 2006 UG264               | 27 ottobre 2006   | Spacewatch                                          |
| 388384 -       | 2006 UM267               | 27 ottobre 2006   | Mt. Lemmon Survey                                   |
| 388385 -       | 2006 US268               | 27 ottobre 2006   | Mt. Lemmon Survey                                   |
| 388386 -       | 2006 UP271               | 27 ottobre 2006   | Mt. Lemmon Survey                                   |
| 388387 -       | 2006 UC275               | 28 ottobre 2006   | Spacewatch                                          |
| 388388 -       | 2006 US291               | 22 ottobre 2006   | Sloan Digital Sky Survey Linked Object Catalog team |
| 388389 -       | 2006 UD323               | 19 ottobre 2006   | Buie, M. W.                                         |
| 388390 -       | 2006 US328               | 19 ottobre 2006   | Spacewatch                                          |
| 388391 -       | 2006 UX328               | 21 ottobre 2006   | Mt. Lemmon Survey                                   |
| 388392 -       | 2006 UR332               | 21 ottobre 2006   | Becker, A. C.                                       |
| 388393 -       | 2006 UA346               | 17 ottobre 2006   | Mt. Lemmon Survey                                   |
| 388394 -       | 2006 UV360               | 30 ottobre 2006   | CSS                                                 |
| 388395 -       | 2006 VL26                | 10 novembre 2006  | Spacewatch                                          |
| 388396 -       | 2006 VS31                | 11 novembre 2006  | Spacewatch                                          |
| 388397 -       | 2006 VT32                | 15 ottobre 2006   | Spacewatch                                          |
| 388398 -       | 2006 VS33                | 11 novembre 2006  | Mt. Lemmon Survey                                   |
| 388399 -       | 2006 VP47                | 9 novembre 2006   | Spacewatch                                          |
| 388400 -       | 2006 VL49                | 10 novembre 2006  | Spacewatch                                          |

## 388401-388500
| Nome     | Designazione provvisoria | Data di scoperta | Scopritore        |
| -------- | ------------------------ | ---------------- | ----------------- |
| 388401 - | 2006 VZ62                | 17 ottobre 2006  | CSS               |
| 388402 - | 2006 VP71                | 11 novembre 2006 | Mt. Lemmon Survey |
| 388403 - | 2006 VO120               | 14 novembre 2006 | Spacewatch        |
| 388404 - | 2006 WG41                | 16 novembre 2006 | Spacewatch        |
| 388405 - | 2006 WS42                | 16 novembre 2006 | Spacewatch        |
| 388406 - | 2006 WJ48                | 16 novembre 2006 | Spacewatch        |
| 388407 - | 2006 WC56                | 16 novembre 2006 | Spacewatch        |
| 388408 - | 2006 WM71                | 18 novembre 2006 | Spacewatch        |
| 388409 - | 2006 WG93                | 19 novembre 2006 | Spacewatch        |
| 388410 - | 2006 WF97                | 15 ottobre 1995  | Spacewatch        |
| 388411 - | 2006 WF100               | 16 ottobre 2006  | CSS               |
| 388412 - | 2006 WL104               | 11 novembre 2006 | Spacewatch        |
| 388413 - | 2006 WY157               | 22 novembre 2006 | Spacewatch        |
| 388414 - | 2006 WD163               | 23 novembre 2006 | Spacewatch        |
| 388415 - | 2006 WJ175               | 23 novembre 2006 | Spacewatch        |
| 388416 - | 2006 WR178               | 24 novembre 2006 | Mt. Lemmon Survey |
| 388417 - | 2006 WB205               | 18 novembre 2006 | Spacewatch        |
| 388418 - | 2006 XX49                | 13 dicembre 2006 | Mt. Lemmon Survey |
| 388419 - | 2006 XL51                | 14 dicembre 2006 | Spacewatch        |
| 388420 - | 2006 XQ59                | 14 dicembre 2006 | Spacewatch        |
| 388421 - | 2006 XF63                | 14 dicembre 2006 | Kocher, P.        |
| 388422 - | 2006 YF8                 | 20 dicembre 2006 | Mt. Lemmon Survey |
| 388423 - | 2006 YH15                | 18 febbraio 2004 | Spacewatch        |
| 388424 - | 2006 YT32                | 21 dicembre 2006 | Spacewatch        |
| 388425 - | 2006 YK52                | 21 dicembre 2006 | Spacewatch        |
| 388426 - | 2007 AR                  | 8 gennaio 2007   | CSS               |
| 388427 - | 2007 AQ1                 | 8 gennaio 2007   | Mt. Lemmon Survey |
| 388428 - | 2007 BX8                 | 17 gennaio 2007  | Spacewatch        |
| 388429 - | 2007 BE10                | 17 gennaio 2007  | Spacewatch        |
| 388430 - | 2007 BN28                | 24 gennaio 2007  | Mt. Lemmon Survey |
| 388431 - | 2007 BQ40                | 24 gennaio 2007  | Mt. Lemmon Survey |
| 388432 - | 2007 BQ48                | 26 gennaio 2007  | Spacewatch        |
| 388433 - | 2007 BW55                | 24 gennaio 2007  | LINEAR            |
| 388434 - | 2007 BY65                | 27 gennaio 2007  | Mt. Lemmon Survey |
| 388435 - | 2007 BP69                | 1º dicembre 2006 | Mt. Lemmon Survey |
| 388436 - | 2007 BY75                | 27 gennaio 2007  | Spacewatch        |
| 388437 - | 2007 BH77                | 17 gennaio 2007  | Spacewatch        |
| 388438 - | 2007 BV77                | 17 gennaio 2007  | Spacewatch        |
| 388439 - | 2007 BL81                | 27 gennaio 2007  | Spacewatch        |
| 388440 - | 2007 CH10                | 6 febbraio 2007  | Mt. Lemmon Survey |
| 388441 - | 2007 CT15                | 6 febbraio 2007  | NEAT              |
| 388442 - | 2007 CW16                | 8 febbraio 2007  | Mt. Lemmon Survey |
| 388443 - | 2007 CZ20                | 6 febbraio 2007  | Mt. Lemmon Survey |
| 388444 - | 2007 CC22                | 17 gennaio 2007  | Spacewatch        |
| 388445 - | 2007 CG46                | 8 febbraio 2007  | NEAT              |
| 388446 - | 2007 CG48                | 10 febbraio 2007 | Mt. Lemmon Survey |
| 388447 - | 2007 CH62                | 10 febbraio 2007 | CSS               |
| 388448 - | 2007 DY2                 | 16 febbraio 2007 | CSS               |
| 388449 - | 2007 DO3                 | 16 febbraio 2007 | Mt. Lemmon Survey |
| 388450 - | 2007 DX7                 | 29 gennaio 2007  | Spacewatch        |
| 388451 - | 2007 DJ14                | 17 febbraio 2007 | Spacewatch        |
| 388452 - | 2007 DF19                | 17 febbraio 2007 | Spacewatch        |
| 388453 - | 2007 DA26                | 17 febbraio 2007 | Spacewatch        |
| 388454 - | 2007 DY29                | 17 febbraio 2007 | Spacewatch        |
| 388455 - | 2007 DR32                | 17 febbraio 2007 | Spacewatch        |
| 388456 - | 2007 DL33                | 17 febbraio 2007 | Spacewatch        |
| 388457 - | 2007 DV33                | 17 febbraio 2007 | Spacewatch        |
| 388458 - | 2007 DS36                | 17 febbraio 2007 | Spacewatch        |
| 388459 - | 2007 DF43                | 30 gennaio 2000  | Spacewatch        |
| 388460 - | 2007 DQ43                | 17 febbraio 2007 | Tucker, R. A.     |
| 388461 - | 2007 DZ53                | 21 febbraio 2007 | Spacewatch        |
| 388462 - | 2007 DC56                | 21 febbraio 2007 | LINEAR            |
| 388463 - | 2007 DK64                | 21 febbraio 2007 | Spacewatch        |
| 388464 - | 2007 DV70                | 21 febbraio 2007 | Spacewatch        |
| 388465 - | 2007 DS72                | 21 febbraio 2007 | Spacewatch        |
| 388466 - | 2007 DD75                | 21 febbraio 2007 | Mt. Lemmon Survey |
| 388467 - | 2007 DZ76                | 22 febbraio 2007 | CSS               |
| 388468 - | 2007 DB83                | 24 febbraio 2007 | Maticic, S.       |
| 388469 - | 2007 DN85                | 21 febbraio 2007 | Mt. Lemmon Survey |
| 388470 - | 2007 DT85                | 21 febbraio 2007 | Mt. Lemmon Survey |
| 388471 - | 2007 DS95                | 23 febbraio 2007 | Spacewatch        |
| 388472 - | 2007 DD99                | 25 febbraio 2007 | Mt. Lemmon Survey |
| 388473 - | 2007 DS99                | 25 febbraio 2007 | Mt. Lemmon Survey |
| 388474 - | 2007 DF105               | 26 febbraio 2007 | Mt. Lemmon Survey |
| 388475 - | 2007 EC1                 | 6 marzo 2007     | NEAT              |
| 388476 - | 2007 EQ7                 | 9 marzo 2007     | Mt. Lemmon Survey |
| 388477 - | 2007 EG8                 | 9 marzo 2007     | NEAT              |
| 388478 - | 2007 EM28                | 9 marzo 2007     | NEAT              |
| 388479 - | 2007 ET29                | 9 marzo 2007     | Spacewatch        |
| 388480 - | 2007 EE31                | 6 febbraio 2007  | Spacewatch        |
| 388481 - | 2007 EB44                | 9 marzo 2007     | Spacewatch        |
| 388482 - | 2007 EU45                | 9 marzo 2007     | Spacewatch        |
| 388483 - | 2007 EP47                | 9 marzo 2007     | Mt. Lemmon Survey |
| 388484 - | 2007 EY47                | 9 marzo 2007     | Spacewatch        |
| 388485 - | 2007 EP64                | 10 marzo 2007    | Spacewatch        |
| 388486 - | 2007 EP68                | 10 marzo 2007    | Spacewatch        |
| 388487 - | 2007 EL71                | 10 marzo 2007    | Spacewatch        |
| 388488 - | 2007 ED72                | 10 marzo 2007    | Spacewatch        |
| 388489 - | 2007 EA74                | 10 marzo 2007    | Spacewatch        |
| 388490 - | 2007 EL75                | 10 marzo 2007    | Spacewatch        |
| 388491 - | 2007 EZ78                | 10 marzo 2007    | NEAT              |
| 388492 - | 2007 ET79                | 10 marzo 2007    | Mt. Lemmon Survey |
| 388493 - | 2007 EX90                | 9 marzo 2007     | Mt. Lemmon Survey |
| 388494 - | 2007 EY94                | 20 ottobre 2001  | LINEAR            |
| 388495 - | 2007 EQ96                | 10 marzo 2007    | Mt. Lemmon Survey |
| 388496 - | 2007 EM97                | 11 marzo 2007    | Spacewatch        |
| 388497 - | 2007 EC105               | 11 marzo 2007    | Mt. Lemmon Survey |
| 388498 - | 2007 ES105               | 11 marzo 2007    | Spacewatch        |
| 388499 - | 2007 EK107               | 11 marzo 2007    | Spacewatch        |
| 388500 - | 2007 EA110               | 11 marzo 2007    | Spacewatch        |

## 388501-388600
| Nome     | Designazione provvisoria | Data di scoperta  | Scopritore                                                |
| -------- | ------------------------ | ----------------- | --------------------------------------------------------- |
| 388501 - | 2007 EE113               | 12 marzo 2007     | Spacewatch                                                |
| 388502 - | 2007 ED132               | 9 marzo 2007      | Mt. Lemmon Survey                                         |
| 388503 - | 2007 EH136               | 10 marzo 2007     | Mt. Lemmon Survey                                         |
| 388504 - | 2007 EW136               | 10 marzo 2007     | NEAT                                                      |
| 388505 - | 2007 EB146               | 12 marzo 2007     | Mt. Lemmon Survey                                         |
| 388506 - | 2007 ER156               | 12 marzo 2007     | Spacewatch                                                |
| 388507 - | 2007 EW159               | 14 marzo 2007     | Mt. Lemmon Survey                                         |
| 388508 - | 2007 EM167               | 12 marzo 2007     | Spacewatch                                                |
| 388509 - | 2007 EC173               | 14 marzo 2007     | Spacewatch                                                |
| 388510 - | 2007 EB189               | 13 marzo 2007     | Mt. Lemmon Survey                                         |
| 388511 - | 2007 EZ195               | 15 marzo 2007     | Mt. Lemmon Survey                                         |
| 388512 - | 2007 EW206               | 13 marzo 2007     | Mt. Lemmon Survey                                         |
| 388513 - | 2007 EQ214               | 13 marzo 2007     | Spacewatch                                                |
| 388514 - | 2007 EO217               | 11 marzo 2007     | Mt. Lemmon Survey                                         |
| 388515 - | 2007 FE18                | 17 marzo 2007     | LINEAR                                                    |
| 388516 - | 2007 FT24                | 20 marzo 2007     | Mt. Lemmon Survey                                         |
| 388517 - | 2007 GJ6                 | 11 aprile 2007    | LINEAR                                                    |
| 388518 - | 2007 GU22                | 11 aprile 2007    | Mt. Lemmon Survey                                         |
| 388519 - | 2007 GE26                | 14 aprile 2007    | Mt. Lemmon Survey                                         |
| 388520 - | 2007 GN31                | 23 febbraio 2007  | Mt. Lemmon Survey                                         |
| 388521 - | 2007 GV32                | 11 marzo 2007     | Spacewatch                                                |
| 388522 - | 2007 GM40                | 14 aprile 2007    | Spacewatch                                                |
| 388523 - | 2007 GK45                | 14 aprile 2007    | Spacewatch                                                |
| 388524 - | 2007 GF47                | 14 aprile 2007    | Spacewatch                                                |
| 388525 - | 2007 GJ47                | 14 aprile 2007    | Spacewatch                                                |
| 388526 - | 2007 GD48                | 14 aprile 2007    | Spacewatch                                                |
| 388527 - | 2007 GR52                | 14 aprile 2007    | Spacewatch                                                |
| 388528 - | 2007 GS58                | 15 aprile 2007    | Mt. Lemmon Survey                                         |
| 388529 - | 2007 GS60                | 15 aprile 2007    | Spacewatch                                                |
| 388530 - | 2007 GF63                | 15 aprile 2007    | Spacewatch                                                |
| 388531 - | 2007 HO2                 | 16 aprile 2007    | Mt. Lemmon Survey                                         |
| 388532 - | 2007 HV5                 | 16 aprile 2007    | CSS                                                       |
| 388533 - | 2007 HO6                 | 16 aprile 2007    | LONEOS                                                    |
| 388534 - | 2007 HF22                | 18 aprile 2007    | Spacewatch                                                |
| 388535 - | 2007 HN31                | 19 aprile 2007    | Spacewatch                                                |
| 388536 - | 2007 HR42                | 22 aprile 2007    | Mt. Lemmon Survey                                         |
| 388537 - | 2007 HW47                | 20 aprile 2007    | Spacewatch                                                |
| 388538 - | 2007 HP58                | 23 aprile 2007    | CSS                                                       |
| 388539 - | 2007 HT62                | 22 aprile 2007    | Mt. Lemmon Survey                                         |
| 388540 - | 2007 HG81                | 25 aprile 2007    | Mt. Lemmon Survey                                         |
| 388541 - | 2007 HS84                | 22 aprile 2007    | Spacewatch                                                |
| 388542 - | 2007 HQ85                | 24 aprile 2007    | Spacewatch                                                |
| 388543 - | 2007 HF95                | 19 aprile 2007    | Mt. Lemmon Survey                                         |
| 388544 - | 2007 JC4                 | 7 maggio 2007     | Spacewatch                                                |
| 388545 - | 2007 JB16                | 9 maggio 2007     | LUSS                                                      |
| 388546 - | 2007 JA18                | 8 maggio 2007     | LONEOS                                                    |
| 388547 - | 2007 JM31                | 12 maggio 2007    | Mt. Lemmon Survey                                         |
| 388548 - | 2007 JZ31                | 12 maggio 2007    | Mt. Lemmon Survey                                         |
| 388549 - | 2007 LQ15                | 8 giugno 2007     | CSS                                                       |
| 388550 - | 2007 LX24                | 8 ottobre 2004    | Spacewatch                                                |
| 388551 - | 2007 MJ2                 | 16 giugno 2007    | Spacewatch                                                |
| 388552 - | 2007 MZ8                 | 19 giugno 2007    | Spacewatch                                                |
| 388553 - | 2007 MK27                | 23 giugno 2007    | Spacewatch                                                |
| 388554 - | 2007 NA1                 | 11 luglio 2007    | OAM                                                       |
| 388555 - | 2007 NE6                 | 10 luglio 2007    | Siding Spring Survey                                      |
| 388556 - | 2007 OD2                 | 19 luglio 2007    | Hoenig, S. F., Teamo, N.                                  |
| 388557 - | 2007 PS7                 | 10 agosto 2007    | Spacewatch                                                |
| 388558 - | 2007 PO8                 | 18 luglio 2007    | Mt. Lemmon Survey                                         |
| 388559 - | 2007 PB14                | 8 agosto 2007     | LINEAR                                                    |
| 388560 - | 2007 PY17                | 19 settembre 1973 | van Houten, C. J., van Houten-Groeneveld, I., Gehrels, T. |
| 388561 - | 2007 PG36                | 13 agosto 2007    | LINEAR                                                    |
| 388562 - | 2007 PQ39                | 11 agosto 2007    | LONEOS                                                    |
| 388563 - | 2007 PC43                | 9 agosto 2007     | LINEAR                                                    |
| 388564 - | 2007 QB5                 | 31 agosto 2007    | Sarneczky, K., Kiss, L.                                   |
| 388565 - | 2007 QX6                 | 21 agosto 2007    | LONEOS                                                    |
| 388566 - | 2007 QQ10                | 10 agosto 2007    | Spacewatch                                                |
| 388567 - | 2007 QX14                | 24 agosto 2007    | PMO NEO Survey Program                                    |
| 388568 - | 2007 QW15                | 16 agosto 2007    | PMO NEO Survey Program                                    |
| 388569 - | 2007 QE16                | 22 agosto 2007    | LONEOS                                                    |
| 388570 - | 2007 RT2                 | 2 settembre 2007  | Mt. Lemmon Survey                                         |
| 388571 - | 2007 RZ31                | 5 settembre 2007  | CSS                                                       |
| 388572 - | 2007 RX33                | 5 settembre 2007  | Mt. Lemmon Survey                                         |
| 388573 - | 2007 RB36                | 8 settembre 2007  | LONEOS                                                    |
| 388574 - | 2007 RB43                | 9 settembre 2007  | Spacewatch                                                |
| 388575 - | 2007 RO57                | 9 settembre 2007  | Spacewatch                                                |
| 388576 - | 2007 RN69                | 10 settembre 2007 | Spacewatch                                                |
| 388577 - | 2007 RC71                | 10 settembre 2007 | Spacewatch                                                |
| 388578 - | 2007 RV73                | 10 agosto 2007    | Spacewatch                                                |
| 388579 - | 2007 RC75                | 10 settembre 2007 | Mt. Lemmon Survey                                         |
| 388580 - | 2007 RC82                | 10 settembre 2007 | Mt. Lemmon Survey                                         |
| 388581 - | 2007 RB90                | 10 settembre 2007 | Mt. Lemmon Survey                                         |
| 388582 - | 2007 RY91                | 10 settembre 2007 | Mt. Lemmon Survey                                         |
| 388583 - | 2007 RE97                | 10 settembre 2007 | Mt. Lemmon Survey                                         |
| 388584 - | 2007 RZ101               | 11 settembre 2007 | CSS                                                       |
| 388585 - | 2007 RQ105               | 24 agosto 2007    | Spacewatch                                                |
| 388586 - | 2007 RU115               | 11 settembre 2007 | Spacewatch                                                |
| 388587 - | 2007 RW122               | 12 settembre 2007 | Mt. Lemmon Survey                                         |
| 388588 - | 2007 RC126               | 12 settembre 2007 | CSS                                                       |
| 388589 - | 2007 RH129               | 28 settembre 2003 | Spacewatch                                                |
| 388590 - | 2007 RE130               | 12 settembre 2007 | LONEOS                                                    |
| 388591 - | 2007 RO138               | 11 settembre 2007 | Mt. Lemmon Survey                                         |
| 388592 - | 2007 RZ143               | 14 settembre 2007 | LINEAR                                                    |
| 388593 - | 2007 RX145               | 14 settembre 2007 | LINEAR                                                    |
| 388594 - | 2007 RQ169               | 10 settembre 2007 | Spacewatch                                                |
| 388595 - | 2007 RW169               | 24 agosto 2007    | Spacewatch                                                |
| 388596 - | 2007 RX177               | 10 settembre 2007 | Spacewatch                                                |
| 388597 - | 2007 RY179               | 10 settembre 2007 | Mt. Lemmon Survey                                         |
| 388598 - | 2007 RX181               | 11 settembre 2007 | Mt. Lemmon Survey                                         |
| 388599 - | 2007 RQ183               | 12 settembre 2007 | Mt. Lemmon Survey                                         |
| 388600 - | 2007 RF187               | 13 settembre 2007 | Mt. Lemmon Survey                                         |

## 388601-388700
| Nome     | Designazione provvisoria | Data di scoperta  | Scopritore           |
| -------- | ------------------------ | ----------------- | -------------------- |
| 388601 - | 2007 RM191               | 11 settembre 2007 | Spacewatch           |
| 388602 - | 2007 RX202               | 13 settembre 2007 | Spacewatch           |
| 388603 - | 2007 RJ231               | 11 settembre 2007 | Mt. Lemmon Survey    |
| 388604 - | 2007 RO243               | 15 settembre 2007 | LINEAR               |
| 388605 - | 2007 RF246               | 10 agosto 2007    | Spacewatch           |
| 388606 - | 2007 RD273               | 15 settembre 2007 | Spacewatch           |
| 388607 - | 2007 RB284               | 9 settembre 2007  | Mt. Lemmon Survey    |
| 388608 - | 2007 RD287               | 8 settembre 2007  | Mt. Lemmon Survey    |
| 388609 - | 2007 RG296               | 14 settembre 2007 | Mt. Lemmon Survey    |
| 388610 - | 2007 RC300               | 24 novembre 2003  | Spacewatch           |
| 388611 - | 2007 RL302               | 15 settembre 2007 | Mt. Lemmon Survey    |
| 388612 - | 2007 RM308               | 12 settembre 2007 | Mt. Lemmon Survey    |
| 388613 - | 2007 RX314               | 4 settembre 2007  | Mt. Lemmon Survey    |
| 388614 - | 2007 SE5                 | 18 settembre 2007 | LINEAR               |
| 388615 - | 2007 SO5                 | 19 settembre 2007 | LINEAR               |
| 388616 - | 2007 SL19                | 21 settembre 2007 | Spacewatch           |
| 388617 - | 2007 TO7                 | 7 ottobre 2007    | Ferrando, R.         |
| 388618 - | 2007 TS18                | 8 ottobre 2007    | OAM                  |
| 388619 - | 2007 TT20                | 8 ottobre 2007    | Cordell-Lorenz       |
| 388620 - | 2007 TQ22                | 9 ottobre 2007    | Mt. Lemmon Survey    |
| 388621 - | 2007 TN28                | 4 ottobre 2007    | Spacewatch           |
| 388622 - | 2007 TO37                | 4 ottobre 2007    | CSS                  |
| 388623 - | 2007 TA44                | 7 ottobre 2007    | Mt. Lemmon Survey    |
| 388624 - | 2007 TH50                | 4 ottobre 2007    | Spacewatch           |
| 388625 - | 2007 TQ52                | 4 ottobre 2007    | Spacewatch           |
| 388626 - | 2007 TB60                | 5 ottobre 2007    | Spacewatch           |
| 388627 - | 2007 TS65                | 4 ottobre 2007    | Spacewatch           |
| 388628 - | 2007 TA67                | 12 ottobre 2007   | Chante-Perdrix       |
| 388629 - | 2007 TL69                | 14 ottobre 2007   | Ries, W.             |
| 388630 - | 2007 TH73                | 14 ottobre 2007   | Ries, W.             |
| 388631 - | 2007 TM88                | 8 ottobre 2007    | Mt. Lemmon Survey    |
| 388632 - | 2007 TO89                | 8 ottobre 2007    | Mt. Lemmon Survey    |
| 388633 - | 2007 TQ102               | 8 ottobre 2007    | Mt. Lemmon Survey    |
| 388634 - | 2007 TE103               | 15 settembre 2007 | Mt. Lemmon Survey    |
| 388635 - | 2007 TM113               | 8 ottobre 2007    | LONEOS               |
| 388636 - | 2007 TG118               | 14 settembre 2007 | Mt. Lemmon Survey    |
| 388637 - | 2007 TE119               | 15 settembre 2007 | Mt. Lemmon Survey    |
| 388638 - | 2007 TR131               | 7 ottobre 2007    | Mt. Lemmon Survey    |
| 388639 - | 2007 TJ141               | 9 ottobre 2007    | Mt. Lemmon Survey    |
| 388640 - | 2007 TS151               | 9 ottobre 2007    | LINEAR               |
| 388641 - | 2007 TU154               | 9 ottobre 2007    | LINEAR               |
| 388642 - | 2007 TG163               | 11 ottobre 2007   | LINEAR               |
| 388643 - | 2007 TY164               | 4 ottobre 2007    | CSS                  |
| 388644 - | 2007 TD169               | 12 ottobre 2007   | LINEAR               |
| 388645 - | 2007 TH174               | 4 ottobre 2007    | Spacewatch           |
| 388646 - | 2007 TT177               | 6 ottobre 2007    | Spacewatch           |
| 388647 - | 2007 TB193               | 6 ottobre 2007    | Yeung, W. K. Y.      |
| 388648 - | 2007 TJ199               | 8 ottobre 2007    | Spacewatch           |
| 388649 - | 2007 TK235               | 9 ottobre 2007    | Mt. Lemmon Survey    |
| 388650 - | 2007 TU245               | 2 febbraio 2005   | Spacewatch           |
| 388651 - | 2007 TP248               | 10 ottobre 2007   | Spacewatch           |
| 388652 - | 2007 TP253               | 8 ottobre 2007    | Mt. Lemmon Survey    |
| 388653 - | 2007 TS253               | 11 settembre 2007 | Mt. Lemmon Survey    |
| 388654 - | 2007 TY260               | 10 ottobre 2007   | Spacewatch           |
| 388655 - | 2007 TR265               | 11 ottobre 2007   | Spacewatch           |
| 388656 - | 2007 TK269               | 9 ottobre 2007    | Spacewatch           |
| 388657 - | 2007 TE270               | 9 ottobre 2007    | Spacewatch           |
| 388658 - | 2007 TA280               | 13 ottobre 2007   | Spacewatch           |
| 388659 - | 2007 TZ287               | 11 ottobre 2007   | CSS                  |
| 388660 - | 2007 TF290               | 12 ottobre 2007   | CSS                  |
| 388661 - | 2007 TS327               | 11 ottobre 2007   | Spacewatch           |
| 388662 - | 2007 TO328               | 11 ottobre 2007   | Spacewatch           |
| 388663 - | 2007 TX334               | 11 ottobre 2007   | Spacewatch           |
| 388664 - | 2007 TG337               | 13 ottobre 2007   | CSS                  |
| 388665 - | 2007 TF354               | 10 ottobre 2007   | CSS                  |
| 388666 - | 2007 TT369               | 19 luglio 2007    | Siding Spring Survey |
| 388667 - | 2007 TY370               | 12 ottobre 2007   | Mt. Lemmon Survey    |
| 388668 - | 2007 TP373               | 14 ottobre 2007   | Mt. Lemmon Survey    |
| 388669 - | 2007 TL383               | 14 ottobre 2007   | Spacewatch           |
| 388670 - | 2007 TZ397               | 25 settembre 2007 | Mt. Lemmon Survey    |
| 388671 - | 2007 TP399               | 15 ottobre 2007   | Spacewatch           |
| 388672 - | 2007 TW418               | 9 ottobre 2007    | Spacewatch           |
| 388673 - | 2007 TV426               | 9 ottobre 2007    | Spacewatch           |
| 388674 - | 2007 TH435               | 12 ottobre 2007   | Spacewatch           |
| 388675 - | 2007 TZ444               | 11 ottobre 2007   | LUSS                 |
| 388676 - | 2007 TE447               | 10 ottobre 2007   | Mt. Lemmon Survey    |
| 388677 - | 2007 TJ448               | 7 ottobre 2007    | Mt. Lemmon Survey    |
| 388678 - | 2007 UH10                | 11 ottobre 2007   | CSS                  |
| 388679 - | 2007 UG12                | 18 ottobre 2007   | Spacewatch           |
| 388680 - | 2007 UV49                | 24 ottobre 2007   | Mt. Lemmon Survey    |
| 388681 - | 2007 UX56                | 30 ottobre 2007   | Mt. Lemmon Survey    |
| 388682 - | 2007 UX60                | 18 settembre 2007 | Mt. Lemmon Survey    |
| 388683 - | 2007 UN78                | 10 ottobre 2007   | Spacewatch           |
| 388684 - | 2007 UN82                | 30 ottobre 2007   | Spacewatch           |
| 388685 - | 2007 UM83                | 30 ottobre 2007   | Spacewatch           |
| 388686 - | 2007 UH85                | 30 ottobre 2007   | Spacewatch           |
| 388687 - | 2007 UT92                | 31 ottobre 2007   | Mt. Lemmon Survey    |
| 388688 - | 2007 UP103               | 30 ottobre 2007   | Spacewatch           |
| 388689 - | 2007 UG110               | 30 ottobre 2007   | Mt. Lemmon Survey    |
| 388690 - | 2007 UO126               | 19 ottobre 2007   | Mt. Lemmon Survey    |
| 388691 - | 2007 UH129               | 20 ottobre 2007   | Mt. Lemmon Survey    |
| 388692 - | 2007 UN130               | 19 ottobre 2007   | Mt. Lemmon Survey    |
| 388693 - | 2007 UE133               | 21 ottobre 2007   | Mt. Lemmon Survey    |
| 388694 - | 2007 UR134               | 17 ottobre 2007   | Mt. Lemmon Survey    |
| 388695 - | 2007 UY136               | 25 ottobre 2007   | Mt. Lemmon Survey    |
| 388696 - | 2007 UH139               | 21 ottobre 2007   | Mt. Lemmon Survey    |
| 388697 - | 2007 UX140               | 20 ottobre 2007   | Mt. Lemmon Survey    |
| 388698 - | 2007 VJ7                 | 2 novembre 2007   | Hug, G.              |
| 388699 - | 2007 VZ33                | 2 novembre 2007   | Spacewatch           |
| 388700 - | 2007 VF35                | 3 novembre 2007   | Yeung, W. K. Y.      |

## 388701-388800
| Nome     | Designazione provvisoria | Data di scoperta | Scopritore        |
| -------- | ------------------------ | ---------------- | ----------------- |
| 388701 - | 2007 VU41                | 3 novembre 2007  | Mt. Lemmon Survey |
| 388702 - | 2007 VO48                | 1º novembre 2007 | Spacewatch        |
| 388703 - | 2007 VH52                | 1º novembre 2007 | Spacewatch        |
| 388704 - | 2007 VO63                | 14 ottobre 2007  | Mt. Lemmon Survey |
| 388705 - | 2007 VM64                | 1º novembre 2007 | Spacewatch        |
| 388706 - | 2007 VO64                | 1º novembre 2007 | Spacewatch        |
| 388707 - | 2007 VR80                | 4 novembre 2007  | Spacewatch        |
| 388708 - | 2007 VV84                | 8 novembre 2007  | OAM               |
| 388709 - | 2007 VO99                | 2 novembre 2007  | Spacewatch        |
| 388710 - | 2007 VU100               | 2 novembre 2007  | Spacewatch        |
| 388711 - | 2007 VS109               | 16 ottobre 2007  | Mt. Lemmon Survey |
| 388712 - | 2007 VN110               | 3 novembre 2007  | Spacewatch        |
| 388713 - | 2007 VE111               | 3 novembre 2007  | Spacewatch        |
| 388714 - | 2007 VC115               | 3 novembre 2007  | Spacewatch        |
| 388715 - | 2007 VO130               | 2 aprile 2005    | Mt. Lemmon Survey |
| 388716 - | 2007 VH139               | 3 novembre 2007  | Spacewatch        |
| 388717 - | 2007 VO143               | 4 novembre 2007  | Spacewatch        |
| 388718 - | 2007 VU143               | 4 novembre 2007  | Spacewatch        |
| 388719 - | 2007 VE147               | 4 novembre 2007  | Spacewatch        |
| 388720 - | 2007 VD158               | 5 novembre 2007  | Spacewatch        |
| 388721 - | 2007 VW158               | 5 novembre 2007  | Spacewatch        |
| 388722 - | 2007 VX167               | 5 novembre 2007  | Spacewatch        |
| 388723 - | 2007 VQ175               | 4 novembre 2007  | Mt. Lemmon Survey |
| 388724 - | 2007 VX191               | 4 novembre 2007  | Mt. Lemmon Survey |
| 388725 - | 2007 VJ192               | 4 novembre 2007  | Mt. Lemmon Survey |
| 388726 - | 2007 VS204               | 30 ottobre 2007  | Mt. Lemmon Survey |
| 388727 - | 2007 VH217               | 9 novembre 2007  | Spacewatch        |
| 388728 - | 2007 VC223               | 18 ottobre 2007  | Spacewatch        |
| 388729 - | 2007 VQ234               | 9 novembre 2007  | Spacewatch        |
| 388730 - | 2007 VF237               | 11 novembre 2007 | Mt. Lemmon Survey |
| 388731 - | 2007 VY242               | 13 novembre 2007 | Mt. Lemmon Survey |
| 388732 - | 2007 VX250               | 9 ottobre 2007   | Spacewatch        |
| 388733 - | 2007 VH254               | 2 novembre 2007  | Mt. Lemmon Survey |
| 388734 - | 2007 VF261               | 13 novembre 2007 | Spacewatch        |
| 388735 - | 2007 VU262               | 13 novembre 2007 | Mt. Lemmon Survey |
| 388736 - | 2007 VA267               | 11 novembre 2007 | Cerro Burek       |
| 388737 - | 2007 VS270               | 14 novembre 2007 | Spacewatch        |
| 388738 - | 2007 VK281               | 14 novembre 2007 | Spacewatch        |
| 388739 - | 2007 VC291               | 14 novembre 2007 | Spacewatch        |
| 388740 - | 2007 VY306               | 2 novembre 2007  | Mt. Lemmon Survey |
| 388741 - | 2007 VH308               | 5 novembre 2007  | Mt. Lemmon Survey |
| 388742 - | 2007 VU308               | 8 novembre 2007  | Spacewatch        |
| 388743 - | 2007 VX309               | 4 novembre 2007  | Mt. Lemmon Survey |
| 388744 - | 2007 VV318               | 1º novembre 2007 | Spacewatch        |
| 388745 - | 2007 VS331               | 7 novembre 2007  | Spacewatch        |
| 388746 - | 2007 VO334               | 14 novembre 2007 | Spacewatch        |
| 388747 - | 2007 VQ334               | 2 aprile 2005    | Spacewatch        |
| 388748 - | 2007 VM335               | 11 novembre 2007 | Mt. Lemmon Survey |
| 388749 - | 2007 WU                  | 17 novembre 2007 | OAM               |
| 388750 - | 2007 WS3                 | 18 novembre 2007 | Mt. Lemmon Survey |
| 388751 - | 2007 WO5                 | 16 novembre 2007 | LINEAR            |
| 388752 - | 2007 WE6                 | 24 ottobre 2007  | Mt. Lemmon Survey |
| 388753 - | 2007 WN22                | 17 novembre 2007 | Spacewatch        |
| 388754 - | 2007 WG23                | 18 novembre 2007 | Mt. Lemmon Survey |
| 388755 - | 2007 WU28                | 19 novembre 2007 | Spacewatch        |
| 388756 - | 2007 WL44                | 8 novembre 2007  | CSS               |
| 388757 - | 2007 WT55                | 29 novembre 2007 | LUSS              |
| 388758 - | 2007 XM19                | 12 dicembre 2007 | LINEAR            |
| 388759 - | 2007 XD21                | 13 dicembre 2007 | Ferrando, R.      |
| 388760 - | 2007 XC29                | 15 dicembre 2007 | CSS               |
| 388761 - | 2007 XX29                | 4 novembre 2007  | LINEAR            |
| 388762 - | 2007 XF49                | 5 novembre 2007  | Mt. Lemmon Survey |
| 388763 - | 2007 XD50                | 15 dicembre 2007 | Spacewatch        |
| 388764 - | 2007 XQ53                | 14 dicembre 2007 | Mt. Lemmon Survey |
| 388765 - | 2007 XC54                | 3 dicembre 2007  | Spacewatch        |
| 388766 - | 2007 XT55                | 2 novembre 2007  | Mt. Lemmon Survey |
| 388767 - | 2007 XV58                | 14 dicembre 2007 | Mt. Lemmon Survey |
| 388768 - | 2007 YO5                 | 16 dicembre 2007 | Spacewatch        |
| 388769 - | 2007 YT23                | 5 dicembre 2007  | Spacewatch        |
| 388770 - | 2007 YX27                | 18 dicembre 2007 | Spacewatch        |
| 388771 - | 2007 YY30                | 9 novembre 2007  | Spacewatch        |
| 388772 - | 2007 YK35                | 30 dicembre 2007 | Mt. Lemmon Survey |
| 388773 - | 2007 YR39                | 30 dicembre 2007 | Mt. Lemmon Survey |
| 388774 - | 2007 YF45                | 30 dicembre 2007 | Mt. Lemmon Survey |
| 388775 - | 2007 YF52                | 12 novembre 2007 | CSS               |
| 388776 - | 2007 YX55                | 31 dicembre 2007 | Spacewatch        |
| 388777 - | 2007 YW58                | 31 dicembre 2007 | CSS               |
| 388778 - | 2007 YE64                | 31 dicembre 2007 | Mt. Lemmon Survey |
| 388779 - | 2007 YA72                | 18 dicembre 2007 | LINEAR            |
| 388780 - | 2008 AQ22                | 10 gennaio 2008  | Mt. Lemmon Survey |
| 388781 - | 2008 AC25                | 10 gennaio 2008  | Mt. Lemmon Survey |
| 388782 - | 2008 AM30                | 11 gennaio 2008  | Yeung, W. K. Y.   |
| 388783 - | 2008 AZ32                | 19 ottobre 2007  | Mt. Lemmon Survey |
| 388784 - | 2008 AT34                | 30 dicembre 2007 | Spacewatch        |
| 388785 - | 2008 AQ40                | 10 gennaio 2008  | Mt. Lemmon Survey |
| 388786 - | 2008 AL42                | 10 gennaio 2008  | Mt. Lemmon Survey |
| 388787 - | 2008 AM47                | 3 dicembre 2007  | Spacewatch        |
| 388788 - | 2008 AY77                | 12 gennaio 2008  | Mt. Lemmon Survey |
| 388789 - | 2008 AA82                | 13 gennaio 2008  | Mt. Lemmon Survey |
| 388790 - | 2008 AD87                | 3 novembre 2007  | Mt. Lemmon Survey |
| 388791 - | 2008 AA97                | 14 gennaio 2008  | Spacewatch        |
| 388792 - | 2008 AT97                | 14 gennaio 2008  | Spacewatch        |
| 388793 - | 2008 AW105               | 15 gennaio 2008  | Mt. Lemmon Survey |
| 388794 - | 2008 AL114               | 11 gennaio 2008  | Mt. Lemmon Survey |
| 388795 - | 2008 AB117               | 1º gennaio 2008  | Spacewatch        |
| 388796 - | 2008 AY128               | 10 gennaio 2008  | Mt. Lemmon Survey |
| 388797 - | 2008 AE138               | 15 gennaio 2008  | Mt. Lemmon Survey |
| 388798 - | 2008 BU2                 | 19 gennaio 2008  | Mt. Lemmon Survey |
| 388799 - | 2008 BT4                 | 18 dicembre 2007 | Mt. Lemmon Survey |
| 388800 - | 2008 BY5                 | 16 gennaio 2008  | Spacewatch        |

## 388801-388900
| Nome     | Designazione provvisoria | Data di scoperta  | Scopritore               |
| -------- | ------------------------ | ----------------- | ------------------------ |
| 388801 - | 2008 BK7                 | 16 gennaio 2008   | Spacewatch               |
| 388802 - | 2008 BA11                | 18 gennaio 2008   | Spacewatch               |
| 388803 - | 2008 BJ14                | 23 marzo 2003     | Spacewatch               |
| 388804 - | 2008 BQ14                | 31 dicembre 2007  | Spacewatch               |
| 388805 - | 2008 BR21                | 30 gennaio 2008   | Mt. Lemmon Survey        |
| 388806 - | 2008 BT24                | 30 gennaio 2008   | OAM                      |
| 388807 - | 2008 BY24                | 15 dicembre 2007  | Spacewatch               |
| 388808 - | 2008 BC28                | 30 gennaio 2008   | Mt. Lemmon Survey        |
| 388809 - | 2008 BX39                | 30 gennaio 2008   | CSS                      |
| 388810 - | 2008 BN41                | 10 gennaio 2008   | Mt. Lemmon Survey        |
| 388811 - | 2008 BE48                | 16 gennaio 2008   | Spacewatch               |
| 388812 - | 2008 BP52                | 30 gennaio 2008   | CSS                      |
| 388813 - | 2008 CF1                 | 3 febbraio 2008   | Ries, W.                 |
| 388814 - | 2008 CP9                 | 11 gennaio 2008   | Spacewatch               |
| 388815 - | 2008 CB12                | 3 febbraio 2008   | Spacewatch               |
| 388816 - | 2008 CB30                | 2 febbraio 2008   | Spacewatch               |
| 388817 - | 2008 CR65                | 8 febbraio 2008   | Mt. Lemmon Survey        |
| 388818 - | 2008 CO76                | 6 febbraio 2008   | CSS                      |
| 388819 - | 2008 CS76                | 16 ottobre 2006   | CSS                      |
| 388820 - | 2008 CX92                | 8 febbraio 2008   | Spacewatch               |
| 388821 - | 2008 CM101               | 9 febbraio 2008   | Mt. Lemmon Survey        |
| 388822 - | 2008 CS103               | 9 febbraio 2008   | Spacewatch               |
| 388823 - | 2008 CM106               | 11 marzo 2003     | Spacewatch               |
| 388824 - | 2008 CO122               | 7 febbraio 2008   | Spacewatch               |
| 388825 - | 2008 CM135               | 8 febbraio 2008   | Mt. Lemmon Survey        |
| 388826 - | 2008 CU154               | 9 febbraio 2008   | Spacewatch               |
| 388827 - | 2008 CJ180               | 19 agosto 2006    | Spacewatch               |
| 388828 - | 2008 CD207               | 12 febbraio 2008  | Spacewatch               |
| 388829 - | 2008 CD211               | 3 febbraio 2008   | CSS                      |
| 388830 - | 2008 DO1                 | 24 febbraio 2008  | Mt. Lemmon Survey        |
| 388831 - | 2008 DB9                 | 15 gennaio 2008   | Mt. Lemmon Survey        |
| 388832 - | 2008 DL9                 | 25 febbraio 2008  | Spacewatch               |
| 388833 - | 2008 DG12                | 26 febbraio 2008  | Spacewatch               |
| 388834 - | 2008 DQ31                | 27 febbraio 2008  | Spacewatch               |
| 388835 - | 2008 DK54                | 27 febbraio 2008  | CSS                      |
| 388836 - | 2008 DY60                | 27 marzo 2003     | Spacewatch               |
| 388837 - | 2008 DN66                | 29 febbraio 2008  | Spacewatch               |
| 388838 - | 2008 EZ5                 | 4 marzo 2008      | Mt. Lemmon Survey        |
| 388839 - | 2008 ES7                 | 6 marzo 2008      | Spacewatch               |
| 388840 - | 2008 EF19                | 2 marzo 2008      | Mt. Lemmon Survey        |
| 388841 - | 2008 ES25                | 4 marzo 2008      | Spacewatch               |
| 388842 - | 2008 EA73                | 7 marzo 2008      | Spacewatch               |
| 388843 - | 2008 EO74                | 7 marzo 2008      | Spacewatch               |
| 388844 - | 2008 EV92                | 13 gennaio 2002   | LINEAR                   |
| 388845 - | 2008 EC105               | 6 marzo 2008      | Mt. Lemmon Survey        |
| 388846 - | 2008 EN110               | 8 marzo 2008      | Mt. Lemmon Survey        |
| 388847 - | 2008 EY118               | 9 marzo 2008      | Mt. Lemmon Survey        |
| 388848 - | 2008 FP4                 | 25 marzo 2008     | Spacewatch               |
| 388849 - | 2008 FL109               | 31 marzo 2008     | Mt. Lemmon Survey        |
| 388850 - | 2008 FX113               | 31 marzo 2008     | Spacewatch               |
| 388851 - | 2008 GC40                | 4 aprile 2008     | Mt. Lemmon Survey        |
| 388852 - | 2008 GF49                | 28 febbraio 2008  | Mt. Lemmon Survey        |
| 388853 - | 2008 GR70                | 7 aprile 2008     | Spacewatch               |
| 388854 - | 2008 GS85                | 9 aprile 2008     | Spacewatch               |
| 388855 - | 2008 GO100               | 28 marzo 2008     | Spacewatch               |
| 388856 - | 2008 GD106               | 11 aprile 2008    | Mt. Lemmon Survey        |
| 388857 - | 2008 GG137               | 4 aprile 2008     | Spacewatch               |
| 388858 - | 2008 HH26                | 27 aprile 2008    | Spacewatch               |
| 388859 - | 2008 JU29                | 29 aprile 2008    | Spacewatch               |
| 388860 - | 2008 JU36                | 7 maggio 2008     | Spacewatch               |
| 388861 - | 2008 OJ15                | 28 luglio 2008    | Mt. Lemmon Survey        |
| 388862 - | 2008 OU18                | 31 luglio 2008    | Mt. Lemmon Survey        |
| 388863 - | 2008 PV9                 | 7 agosto 2008     | Hoenig, S. F., Teamo, N. |
| 388864 - | 2008 QH1                 | 30 luglio 2008    | Spacewatch               |
| 388865 - | 2008 QB3                 | 24 agosto 2008    | BATTeRS                  |
| 388866 - | 2008 QB11                | 26 agosto 2008    | OAM                      |
| 388867 - | 2008 QC13                | 27 agosto 2008    | OAM                      |
| 388868 - | 2008 QH20                | 30 agosto 2008    | Drebach                  |
| 388869 - | 2008 QL36                | 20 agosto 2008    | Spacewatch               |
| 388870 - | 2008 RN                  | 2 settembre 2008  | Ferrando, R.             |
| 388871 - | 2008 RC3                 | 2 settembre 2008  | Spacewatch               |
| 388872 - | 2008 RQ5                 | 2 settembre 2008  | Spacewatch               |
| 388873 - | 2008 RC18                | 4 settembre 2008  | Spacewatch               |
| 388874 - | 2008 RB21                | 4 settembre 2008  | Spacewatch               |
| 388875 - | 2008 RR21                | 4 settembre 2008  | Spacewatch               |
| 388876 - | 2008 RE29                | 2 settembre 2008  | Spacewatch               |
| 388877 - | 2008 RN33                | 2 settembre 2008  | Spacewatch               |
| 388878 - | 2008 RP35                | 2 settembre 2008  | Spacewatch               |
| 388879 - | 2008 RE56                | 3 settembre 2008  | Spacewatch               |
| 388880 - | 2008 RT62                | 4 settembre 2008  | Spacewatch               |
| 388881 - | 2008 RJ67                | 4 settembre 2008  | Spacewatch               |
| 388882 - | 2008 RB84                | 4 settembre 2008  | Spacewatch               |
| 388883 - | 2008 RO85                | 5 settembre 2008  | Spacewatch               |
| 388884 - | 2008 RE91                | 27 dicembre 2006  | Mt. Lemmon Survey        |
| 388885 - | 2008 RG94                | 6 settembre 2008  | Spacewatch               |
| 388886 - | 2008 RG103               | 5 settembre 2008  | Spacewatch               |
| 388887 - | 2008 RL110               | 3 settembre 2008  | Spacewatch               |
| 388888 - | 2008 RH120               | 7 settembre 2008  | CSS                      |
| 388889 - | 2008 RZ123               | 6 settembre 2008  | Spacewatch               |
| 388890 - | 2008 RL128               | 7 settembre 2008  | Mt. Lemmon Survey        |
| 388891 - | 2008 RW128               | 5 settembre 2008  | Spacewatch               |
| 388892 - | 2008 RV134               | 9 settembre 2008  | Siding Spring Survey     |
| 388893 - | 2008 RO137               | 5 settembre 2008  | LINEAR                   |
| 388894 - | 2008 RV137               | 5 settembre 2008  | Spacewatch               |
| 388895 - | 2008 SG1                 | 21 settembre 2008 | Tozzi, F.                |
| 388896 - | 2008 SJ4                 | 22 settembre 2008 | LINEAR                   |
| 388897 - | 2008 SD6                 | 22 settembre 2008 | LINEAR                   |
| 388898 - | 2008 SM23                | 19 settembre 2008 | Spacewatch               |
| 388899 - | 2008 SD28                | 5 settembre 2008  | Spacewatch               |
| 388900 - | 2008 SU35                | 20 settembre 2008 | Spacewatch               |

## 388901-389000
| Nome     | Designazione provvisoria | Data di scoperta  | Scopritore        |
| -------- | ------------------------ | ----------------- | ----------------- |
| 388901 - | 2008 SB38                | 20 settembre 2008 | Mt. Lemmon Survey |
| 388902 - | 2008 SL39                | 20 settembre 2008 | Spacewatch        |
| 388903 - | 2008 SK50                | 20 settembre 2008 | Mt. Lemmon Survey |
| 388904 - | 2008 SR55                | 20 settembre 2008 | Mt. Lemmon Survey |
| 388905 - | 2008 SU66                | 21 settembre 2008 | CSS               |
| 388906 - | 2008 SC67                | 21 settembre 2008 | Mt. Lemmon Survey |
| 388907 - | 2008 SD70                | 22 settembre 2008 | Spacewatch        |
| 388908 - | 2008 SU70                | 22 settembre 2008 | Mt. Lemmon Survey |
| 388909 - | 2008 SH81                | 23 settembre 2008 | Mt. Lemmon Survey |
| 388910 - | 2008 SP91                | 22 agosto 2004    | Spacewatch        |
| 388911 - | 2008 SQ96                | 21 settembre 2008 | Spacewatch        |
| 388912 - | 2008 SY96                | 21 settembre 2008 | Spacewatch        |
| 388913 - | 2008 SZ110               | 22 settembre 2008 | Spacewatch        |
| 388914 - | 2008 SR112               | 22 settembre 2008 | Spacewatch        |
| 388915 - | 2008 SA115               | 22 settembre 2008 | Spacewatch        |
| 388916 - | 2008 SK119               | 22 settembre 2008 | Mt. Lemmon Survey |
| 388917 - | 2008 SF120               | 22 settembre 2008 | Mt. Lemmon Survey |
| 388918 - | 2008 SB121               | 22 settembre 2008 | Mt. Lemmon Survey |
| 388919 - | 2008 SR123               | 22 settembre 2008 | Mt. Lemmon Survey |
| 388920 - | 2008 SW129               | 22 settembre 2008 | Spacewatch        |
| 388921 - | 2008 SW136               | 23 settembre 2008 | Spacewatch        |
| 388922 - | 2008 SJ140               | 24 settembre 2008 | Spacewatch        |
| 388923 - | 2008 SU145               | 21 settembre 2008 | CSS               |
| 388924 - | 2008 SA154               | 10 marzo 2003     | Spacewatch        |
| 388925 - | 2008 SN155               | 23 settembre 2008 | LINEAR            |
| 388926 - | 2008 SC156               | 23 settembre 2008 | LINEAR            |
| 388927 - | 2008 SY162               | 3 settembre 2008  | Spacewatch        |
| 388928 - | 2008 ST175               | 23 settembre 2008 | Spacewatch        |
| 388929 - | 2008 SH188               | 25 settembre 2008 | Spacewatch        |
| 388930 - | 2008 SL188               | 25 settembre 2008 | Spacewatch        |
| 388931 - | 2008 SS191               | 25 settembre 2008 | Spacewatch        |
| 388932 - | 2008 SF193               | 25 settembre 2008 | Spacewatch        |
| 388933 - | 2008 SZ203               | 26 settembre 2008 | Spacewatch        |
| 388934 - | 2008 SC226               | 26 settembre 2008 | Spacewatch        |
| 388935 - | 2008 SQ229               | 28 settembre 2008 | Mt. Lemmon Survey |
| 388936 - | 2008 SC237               | 29 settembre 2008 | Spacewatch        |
| 388937 - | 2008 SH247               | 22 settembre 2008 | Spacewatch        |
| 388938 - | 2008 SA256               | 20 settembre 2008 | Spacewatch        |
| 388939 - | 2008 SL259               | 23 settembre 2008 | Mt. Lemmon Survey |
| 388940 - | 2008 SD260               | 23 settembre 2008 | Mt. Lemmon Survey |
| 388941 - | 2008 SJ273               | 24 settembre 2008 | Mt. Lemmon Survey |
| 388942 - | 2008 SL278               | 20 settembre 2008 | Spacewatch        |
| 388943 - | 2008 ST282               | 24 settembre 2008 | CSS               |
| 388944 - | 2008 TR1                 | 1º ottobre 2008   | Birtwhistle, P.   |
| 388945 - | 2008 TZ3                 | 6 ottobre 2008    | Mt. Lemmon Survey |
| 388946 - | 2008 TO4                 | 1º ottobre 2008   | OAM               |
| 388947 - | 2008 TU4                 | 1º ottobre 2008   | OAM               |
| 388948 - | 2008 TV17                | 1º ottobre 2008   | Mt. Lemmon Survey |
| 388949 - | 2008 TA21                | 1º ottobre 2008   | Mt. Lemmon Survey |
| 388950 - | 2008 TG22                | 1º ottobre 2008   | Mt. Lemmon Survey |
| 388951 - | 2008 TN24                | 2 ottobre 2008    | CSS               |
| 388952 - | 2008 TZ26                | 8 ottobre 2008    | Andrushivka       |
| 388953 - | 2008 TA32                | 1º ottobre 2008   | Spacewatch        |
| 388954 - | 2008 TX37                | 1º ottobre 2008   | Mt. Lemmon Survey |
| 388955 - | 2008 TW62                | 22 settembre 2008 | Mt. Lemmon Survey |
| 388956 - | 2008 TC72                | 23 settembre 2008 | Spacewatch        |
| 388957 - | 2008 TW72                | 23 settembre 2008 | Mt. Lemmon Survey |
| 388958 - | 2008 TH75                | 2 ottobre 2008    | Spacewatch        |
| 388959 - | 2008 TL83                | 3 ottobre 2008    | Spacewatch        |
| 388960 - | 2008 TC84                | 3 ottobre 2008    | Spacewatch        |
| 388961 - | 2008 TX85                | 3 ottobre 2008    | Mt. Lemmon Survey |
| 388962 - | 2008 TG87                | 3 ottobre 2008    | Spacewatch        |
| 388963 - | 2008 TH88                | 21 settembre 2008 | Spacewatch        |
| 388964 - | 2008 TJ88                | 13 dicembre 2004  | CINEOS            |
| 388965 - | 2008 TP90                | 3 ottobre 2008    | Spacewatch        |
| 388966 - | 2008 TY93                | 5 ottobre 2008    | OAM               |
| 388967 - | 2008 TS100               | 6 ottobre 2008    | Spacewatch        |
| 388968 - | 2008 TK121               | 7 settembre 2008  | CSS               |
| 388969 - | 2008 TB124               | 8 ottobre 2008    | Mt. Lemmon Survey |
| 388970 - | 2008 TL154               | 3 ottobre 2008    | LINEAR            |
| 388971 - | 2008 TZ170               | 9 ottobre 2008    | Mt. Lemmon Survey |
| 388972 - | 2008 TH173               | 2 ottobre 2008    | Spacewatch        |
| 388973 - | 2008 TA177               | 1º ottobre 2008   | Spacewatch        |
| 388974 - | 2008 UQ13                | 3 settembre 2008  | Spacewatch        |
| 388975 - | 2008 UW24                | 25 settembre 2008 | Spacewatch        |
| 388976 - | 2008 UB27                | 20 ottobre 2008   | Spacewatch        |
| 388977 - | 2008 UB28                | 20 ottobre 2008   | Spacewatch        |
| 388978 - | 2008 UP29                | 20 ottobre 2008   | Spacewatch        |
| 388979 - | 2008 UK35                | 20 ottobre 2008   | Mt. Lemmon Survey |
| 388980 - | 2008 UV52                | 20 ottobre 2008   | Mt. Lemmon Survey |
| 388981 - | 2008 UK54                | 20 ottobre 2008   | Mt. Lemmon Survey |
| 388982 - | 2008 UJ56                | 21 ottobre 2008   | Spacewatch        |
| 388983 - | 2008 UZ60                | 21 ottobre 2008   | Spacewatch        |
| 388984 - | 2008 UE63                | 21 ottobre 2008   | Spacewatch        |
| 388985 - | 2008 UL64                | 26 settembre 2008 | Spacewatch        |
| 388986 - | 2008 UW64                | 21 ottobre 2008   | Spacewatch        |
| 388987 - | 2008 UG72                | 21 ottobre 2008   | Mt. Lemmon Survey |
| 388988 - | 2008 UG77                | 3 ottobre 2008    | Mt. Lemmon Survey |
| 388989 - | 2008 UR78                | 1º ottobre 2008   | Spacewatch        |
| 388990 - | 2008 UX84                | 24 settembre 2008 | Spacewatch        |
| 388991 - | 2008 UV87                | 24 ottobre 2008   | Spacewatch        |
| 388992 - | 2008 UY87                | 24 ottobre 2008   | Spacewatch        |
| 388993 - | 2008 UZ87                | 24 ottobre 2008   | Spacewatch        |
| 388994 - | 2008 UD91                | 6 settembre 2008  | CSS               |
| 388995 - | 2008 UL96                | 29 settembre 2008 | CSS               |
| 388996 - | 2008 UU96                | 25 ottobre 2008   | LINEAR            |
| 388997 - | 2008 UW106               | 21 ottobre 2008   | Spacewatch        |
| 388998 - | 2008 UK107               | 21 ottobre 2008   | Spacewatch        |
| 388999 - | 2008 US123               | 22 ottobre 2008   | Spacewatch        |
| 389000 - | 2008 UW141               | 22 settembre 2008 | Mt. Lemmon Survey |